# Freilla conjuncta
Freilla conjuncta är en fjärilsart som beskrevs av Heinrich Benno Möschler 1880. Freilla conjuncta ingår i släktet Freilla och familjen nattflyn. Inga underarter finns listade i Catalogue of Life.